# Georg Faehlmann
Georg R. Faehlmann (ur. 4 września 1895 we Władywostoku, zm. 8 marca 1975 w Bad Schwartau) – estoński żeglarz występujący na Letnich Igrzyskach Olimpijskich w Amsterdamie w 1928 roku.
Był członkiem estońskiej łodzi Tutti V, której załoga zdobyła dla Estonii brązowy medal w klasie 6 metrów.
Jego młodszy brat Andreas Faehlmann również był członkiem tej estońskiej łodzi.